# Eunice masudai
Eunice masudai är en ringmaskart som beskrevs av Michiya Miura 1986. Eunice masudai ingår i släktet Eunice och familjen Eunicidae. Inga underarter finns listade i Catalogue of Life.